# ペスム
ペスム （Pesmes）は、フランス、ブルゴーニュ＝フランシュ＝コンテ地域圏、オート＝ソーヌ県のコミューン。
フランスの最も美しい村に登録されているコミューンである。

## 地理
県の最も南西に位置し、村はソーヌ川支流のオニョン川を見下ろす、石灰岩質の台地の端に位置している。

## 歴史
神聖ローマ帝国、ブルゴーニュ公国、ブルゴーニュ領ネーデルラントに属した後、1678年にルイ14世が締結したナイメーヘンの和約によってフランス領となった。
1754年5月に侯爵領に格上げされるまでは領主領、そして男爵領であり、ペスムは10世紀に最初にギヨーム1世・ド・ペスムの先祖に建てられた城に起源をもつ。発祥が不明であるこのペスム家は、グランソン家に替わる1327年までペスムを支配した。グランソン家の最後の当主ジャン2世の代までの1世紀余りこの家系は続き、ジャン2世はヌーシャテル＝ブルゴーニュ家のティエボー8世にペスムの土地を約束した。ティエボー8世はペスム領主を名乗ることを許された。彼の跡継ぎであるボンヌ・ド・ヌーシャテル＝ブルゴーニュは、ラ・ボーム＝モントルヴェル家の一員としてペスムの領地を手に入れた。

## 人口統計
| 1962年 | 1968年 | 1975年 | 1982年 | 1990年 | 1999年 | 2008年 | 2013年 |
| ------ | ------ | ------ | ------ | ------ | ------ | ------ | ------ |
| 854    | 924    | 934    | 985    | 1006   | 1057   | 1109   | 1104   |

参照元:1962年から1999年までは複数コミューンに住所登録をする者の重複分を除いたもの。それ以降は当該コミューンの人口統計によるもの。1999年までEHESS/Cassini、2004年以降INSEE。

## ギャラリー

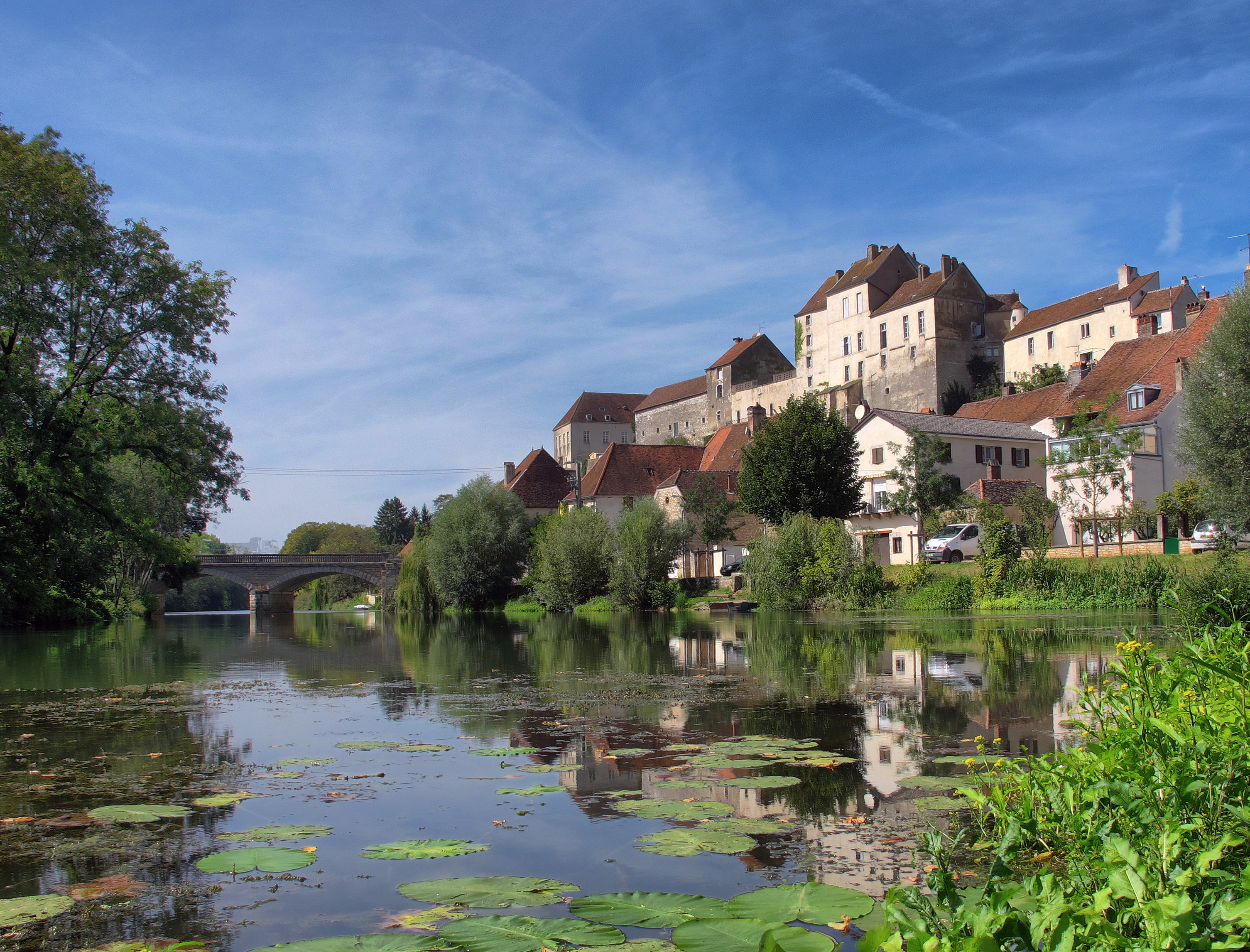
中世の城
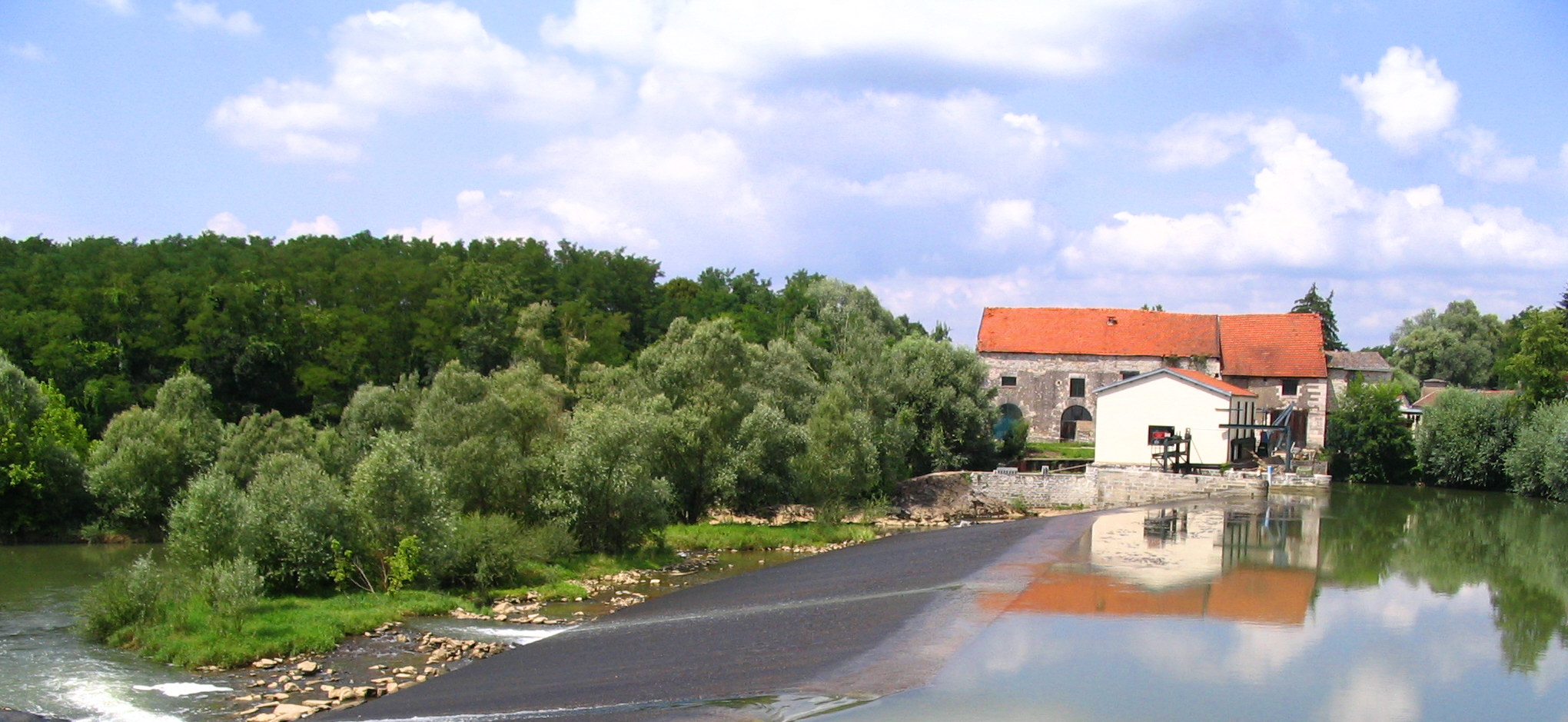
冶金工場
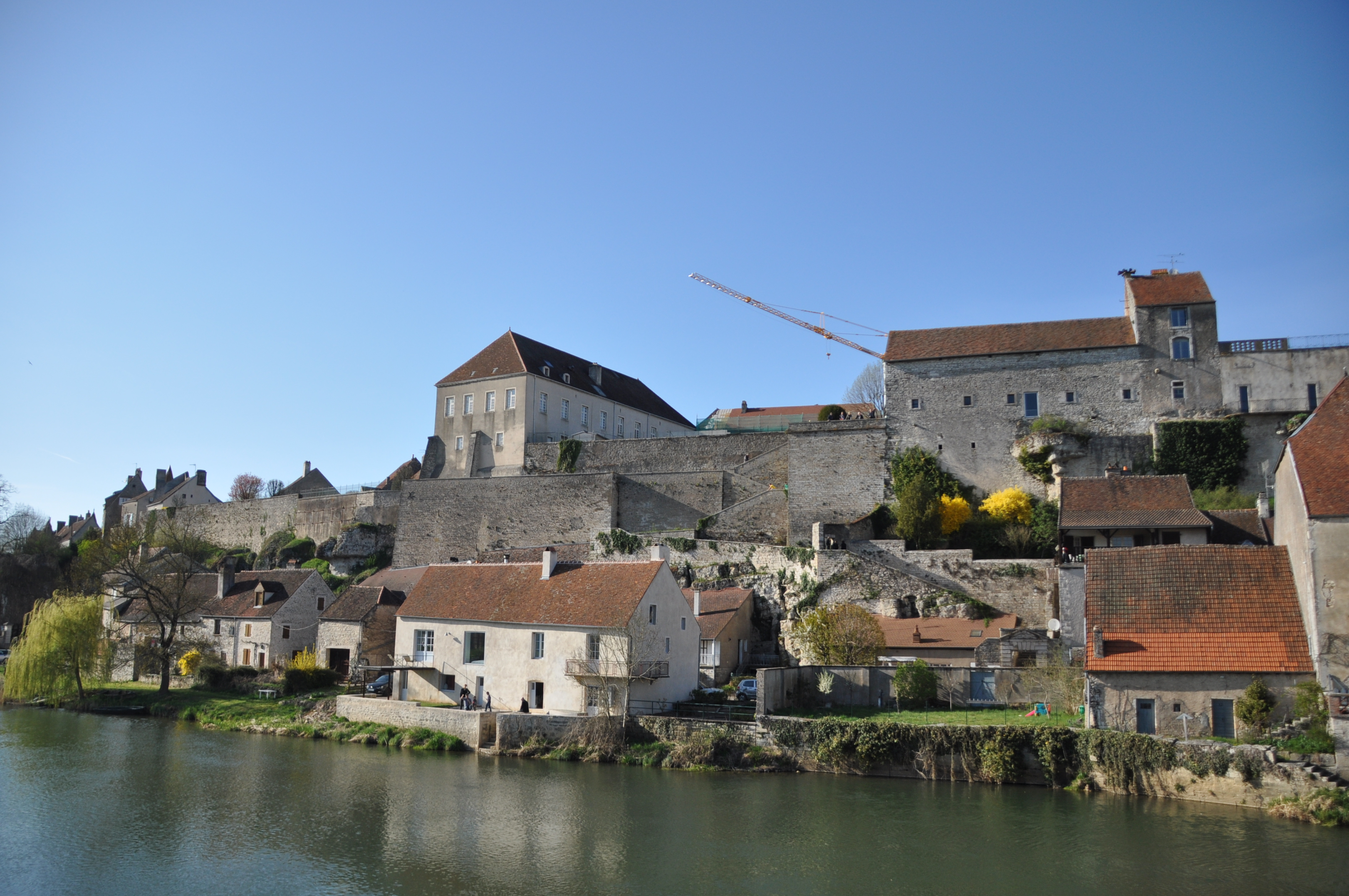
かつての防御壁
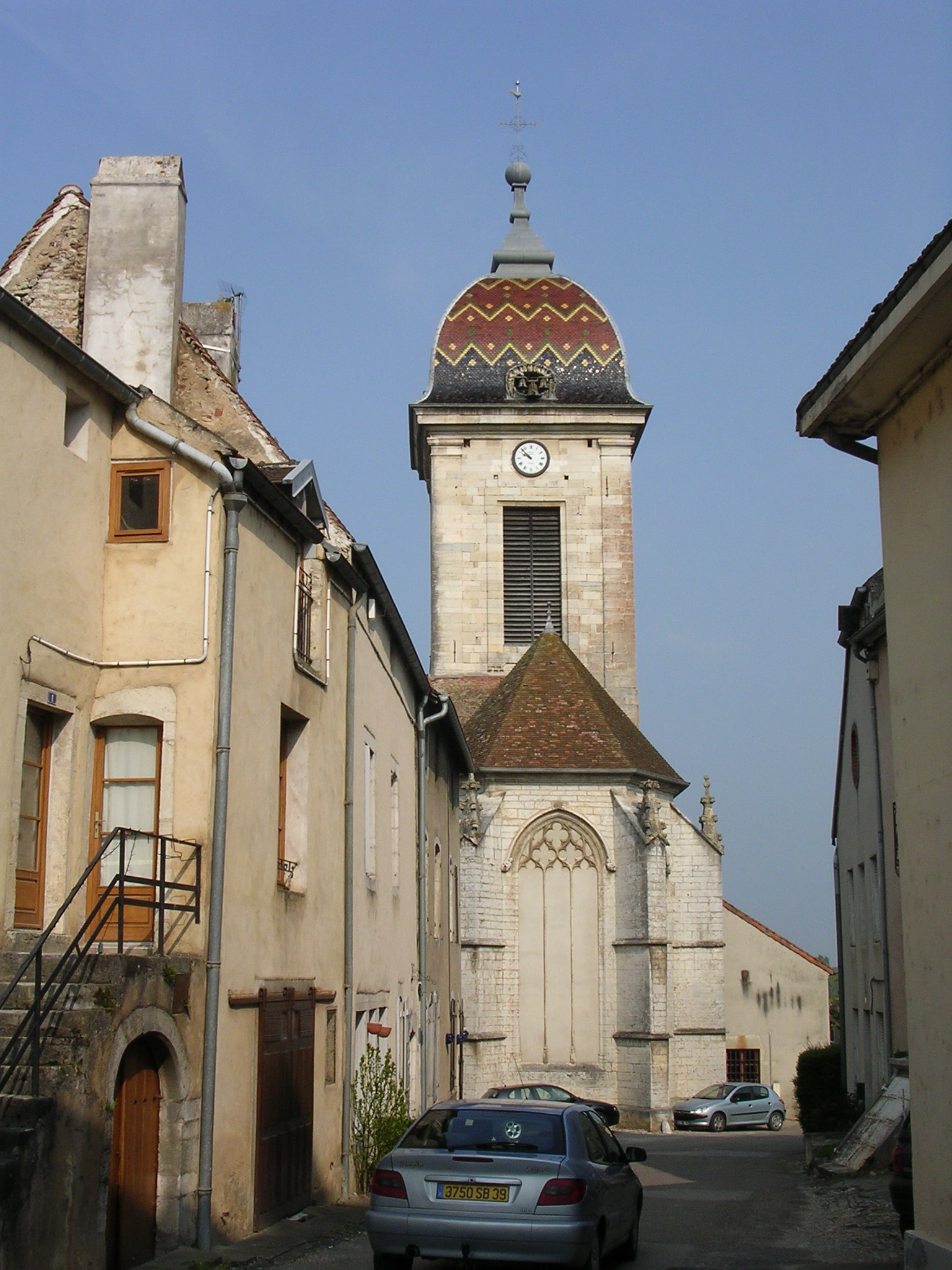
サンティレール教会
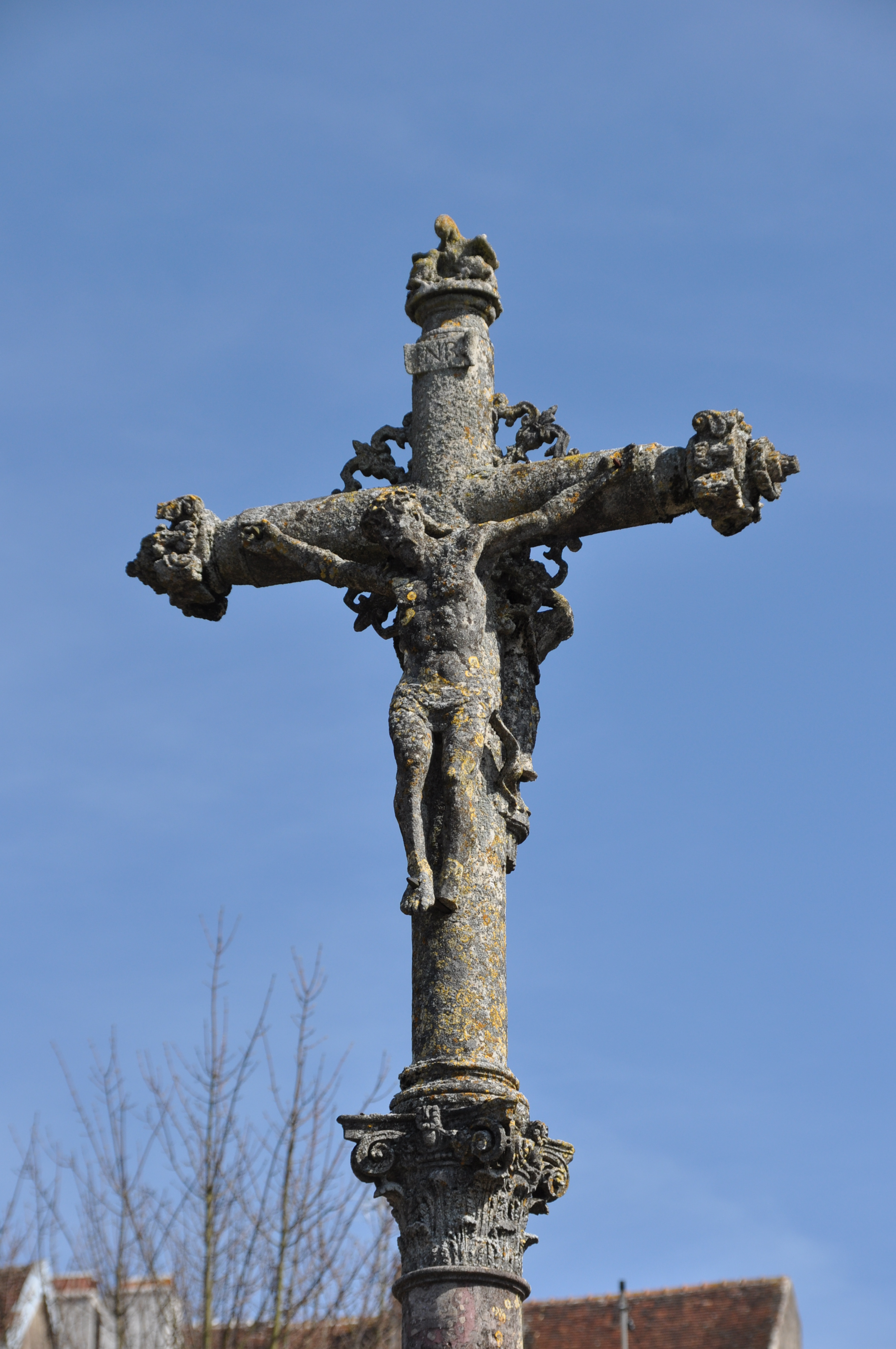
墓地の十字架